# Estación de Weymouth Quay

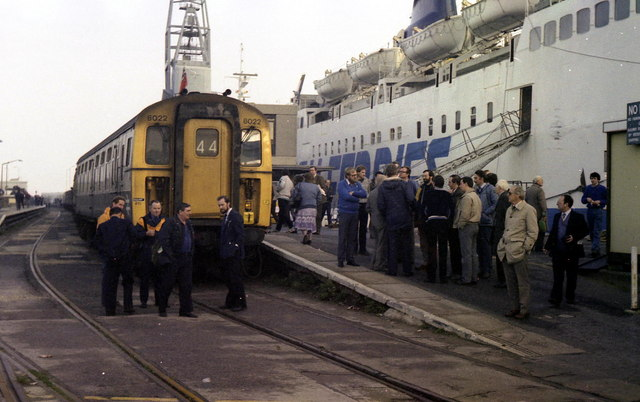
Weymouth Quay railway station en 1986.

Weymouth Quay railway station (en español: “Estación de Ferrocarril del Muelle de Weymouth”) se ubicaba en la localidad de Weymouth, en Dorset, Inglaterra. Hasta septiembre de 1987, fue un frecuente punto de inicio y término de los trenes que llevaban a los pasajeros al muelle donde embarcar en el transbordador para viajar a las Islas del Canal y a Francia. En la actualidad, la estación está fuera de servicio y el edificio es utilizado como oficina de Condor Ferries, empresa que opera el servicio de transbordadores desde el puerto a las Islas del Canal.